# 本橋信宏
本橋 信宏（もとはし のぶひろ、1956年4月4日 - ）は、日本のフリーライター・著作家・評論家。
政治思想評論からサブカルチャーまで幅広い分野で文筆活動を行う。反体制運動やアダルトビデオ、裏本に関する著作や評論で知られる。

## 略歴
埼玉県所沢市出身。埼玉県立川越高等学校を経て、早稲田大学政治経済学部卒業（ゼミの1年後輩に岡田武史がいた）。辛坊治郎とは高校3年時の同級生で大学も同じ早大に進んだため、終電を逃した時に寝泊まりするためのアパートを共同で借りていたこともある仲。
24歳でフリーライターとして文筆活動を始める。1983年、後にAV監督村西とおるとなる草野博美が実質的経営者だった新英出版の写真誌、「スクランブルPHOTO」の編集長となるが、村西が率いる裏本の流通グループが各地で摘発された影響で、新英出版は資金繰りが悪化し倒産、同誌は半年で廃刊に追い込まれる。
1984年、アダルトビデオメーカー・クリスタル映像のAV監督となった村西に招かれ、1986年まで同社の広報や作品制作に関わる。南陽子主演の「セーラー服無残」（1985年8月）など数作でAV男優も務めた。
1985年5月には初の本格的著作（書き下ろしとしては4作目）となる「『全学連』研究─革命闘争史と今後の挑戦」を青年書館から刊行。当初は売れ行きが悪かったが、翌年にかけて東京サミット開催にからむ過激派のゲリラ事件が相次いだことから版を重ね、本橋も反体制運動評論家として注目を集めることとなった。
またこの頃からアンダーグラウンド文化に関する評論活動も本格化させる。「ビデオ・ザ・ワールド」のアダルトビデオ批評やAV女優インタビュー、「週刊現代」での人物ルポルタージュなどで活発な執筆活動を行った。アダルトビデオ業界とも関わりを持ち続け、著書での述懐によればアダルトビデオメーカー「せいふく舎」の名づけ人となったり、「惑星共同体」の立ち上げに関与したりしている。
1988年9月に村西とおるがアダルトビデオメーカー・ダイヤモンド映像を設立すると、制作・広報担当のプロデューサーとして招かれ、同社の業績が悪化する直前の1991年まで在籍した。また当時は、村西が仕掛け人となった書籍のゴーストライターを務めることもあり、元フォーリーブスの北公次名義で出版された『光GENJIへ』（データハウス、1988年）などは実際には本橋が執筆したという。
以後は雑誌メディアを中心に政治思想からサブカルチャーまで多方面にわたる文筆活動を展開し、村西とおると関わった時代を回顧した「裏本時代」（1996年、飛鳥新社）、「アダルトビデオ─村西とおるとその時代」（1998年、飛鳥新社）などのノンフィクションや、短編小説集「フルーツの夜」（2001年、河出書房新社）などの著作を発表している。
村西の半生を綴った評伝『全裸監督 村西とおる伝』（2016年、太田出版）は第39回講談社ノンフィクション賞にて最終候補作となり、『全裸監督』と題してNetflixにより2019年にドラマ化された

## 著書

### 単著
- 『ザ・キャンパス』ミリオン出版社 1981
- 『キャンパスの悪女たち 可愛い女子大生たちの赤裸々な私生活の実態!』ミリオン出版社 1982
- 『キャンパス薔薇色講座』青年書館 1984
- 『「全学連」研究 :革命闘争史と今後の挑戦』青年書館 1985
- 『会社訪問する直前に読む本』ベストブック 1986
- 『困ったときに困らない本 2巻 (キャンパス編)』青年書館 1986
- 『ホテル業界戦争の全貌 喰うか喰われるか激闘の実態』青年書館 1986
- 『裏本時代』飛鳥新社 1996、のち新潮OH!文庫 2000、幻冬舎アウトロー文庫
- 『素敵な教祖たち サブカルチャー列伝 業界カリスマ17人の真実』コスモの本 1996　『にくいあんちくしょう 異端カリスマ列伝』ちくま文庫
- 『修羅場のサイコロジー』講談社 1997　『依存したがる人々』ちくま文庫
- 『アダルトビデオ 村西とおるとその時代』飛鳥新社 1998、『AV時代 村西とおるとその時代』幻冬舎アウトロー文庫 2005
- 『悪人志願 アウトロー群像』メディアワークス 1999
- 『フルーツの夜』河出書房新社 2001　のち幻冬舎アウトロー文庫
- 『欲望の迷路 体験取材ノンフィクション』宝島社 2003
- 『エロ職人ヒビヤンの日々涙滴 AV監督・日比野正明の生活と信条』バジリコ 2004
- 『悪党ほど我が子をかわいがる』亜紀書房 2005
- 『何が彼女をそうさせたか 東京のある街角、ホテルに向かう人妻たちの素顔』 バジリコ 2005
- 『やってみたら、こうだった 〈人妻風俗〉編』 宝島SUGOI文庫 2010
- 『ニッポン欲望列島』 創出版 2006
- 『心を開かせる技術 AV女優から元赤軍派議長まで』 幻冬舎新書 2007
- 『やってみたら、こうだった 〈風俗〉体験ルポ』 宝島SUGOI文庫 2009
- 『60年代 郷愁の東京』 主婦の友社 2010
- 『新・AV時代 悩ましき人々の群れ』 文藝春秋 2010
- 『人妻は告白する なぜAVに出たのか AV女優として生きる妻、母たち』 ぶんか社文庫 2010
- 『戦後重大事件プロファイリング』 宝島SUGOI文庫　2011
- 『なぜ人妻はそそるのか? 「よろめき」の現代史』 メディアファクトリー新書 2011
- 『やってみたら、こうだった 〈あの人の童貞喪失〉編』 宝島SUGOI文庫 2012
- 『東京最後の異界鶯谷』 宝島社 2013、宝島SUGOI文庫 2015
- 『迷宮の花街 渋谷円山町』 宝島社 2015
  - 『東京の異界 渋谷円山町』  新潮文庫 2020年 ※文庫化にあたり増補および改題
- 『上野アンダーグラウンド』 駒草出版 2016
- 『新橋アンダーグラウンド』 駒草出版 2017
- 『全裸監督 村西とおる伝』太田出版 2016、新潮文庫 2021
- 『ベストセラー伝説』 新潮新書 2019
- 『高田馬場アンダーグラウンド』 駒草出版 2019
- 『東京裏23区』 大洋図書 2019
- 『ハーフの子供たち』 角川新書 2020
- 『新・巨乳バカ一代』 河出書房新社 2020
- 『新・AV時代 全裸監督後の世界』 文春文庫 2021
- 『出禁の男 テリー伊藤伝』 イースト・プレス 2021
- 『歌舞伎町アンダーグラウンド』 駒草出版 2023
- 『僕とジャニーズ』 イースト・プレス 2023

### 共著
- 『ウルティマ』L.ブリティッシュ 原案 JICC出版局 1986 アドベンチャーノベルス
- 『マンガ大恐慌が始まった 近未来シミュレーション』大貫マチス画 サンマーク出版 1987 サンマーク・ビジネス・コミックス
- 『代々木忠の愛の呪文』編）飛鳥新社 1994
- 『アンダーグラウンド』原作 たがみよしひさ漫画 秋田書店 2000 ヤングチャンピオンコミックス
- 『「洗脳」プロファイリング 重大未解決事件の犯人を追え!』苫米地英人共著 宝島社 2009　『ドクター苫米地が真犯人を追う! 11大未解決事件』宝島SUGOI文庫
- 『エロ本黄金時代』 東良美季 共著 河出書房新社 2015
- 『色街旅情 (紙礫EX)』 編集 皓星社 2018
- 『ルポ 禁断の日本地図 封印された昭和・平成「裏面史」の辺境を歩く』 宝島社 2020